# Rocatova de Baix
Rocatova de Baix és una casa de Perafita (Lluçanès) inclosa a l'Inventari del Patrimoni Arquitectònic de Catalunya.

## Descripció
Edifici de dos pisos, de planta rectangular i teulat a doble vessant amb el carener paral·lel a la façana principal. Els murs estan formats de pedres irregulars i molt morter reforçat amb ciment. La construcció està feta en dues fases clarament diferenciades pel tipus de mur. La primera correspon a la part central de l'edifici amb dues portes i dues finestres a la façana. Aquesta construcció tenia pedres grans i més ben tallades a les cantonades. La segona fase de construcció correspon al cos situat a l'esquerra de la façana i que presenta un doble nivell de porxo amb les obertures perfilades de maó.

## Història
Situada en un lloc de pas, aquesta casa de Rocatova de Baix, junt amb Rocatova de Dalt i la Bauma, vivien temporalment de l'esquila del bestiar.